# Grabiel Lugo
Grabiel Lugo (ur. 19 września 1996) – wenezuelski szpadzista, brązowy medalista mistrzostw świata.
Podczas mistrzostw świata w Mediolanie w 2023 roku Wenezuelczycy w składzie: Francisco Limardo, Jesús Limardo, Rubén Limardo i Grabiel Lugo zdobyli brązowy medal w zawodach drużynowych. Był też między innymi dziewiąty drużynowo na mistrzostwach świata w Kairze w 2022 roku.
Na igrzyskach panamerykańskich w Limie w 2019 roku zdobył brąz drużynowo. 